# Leon Mirecki

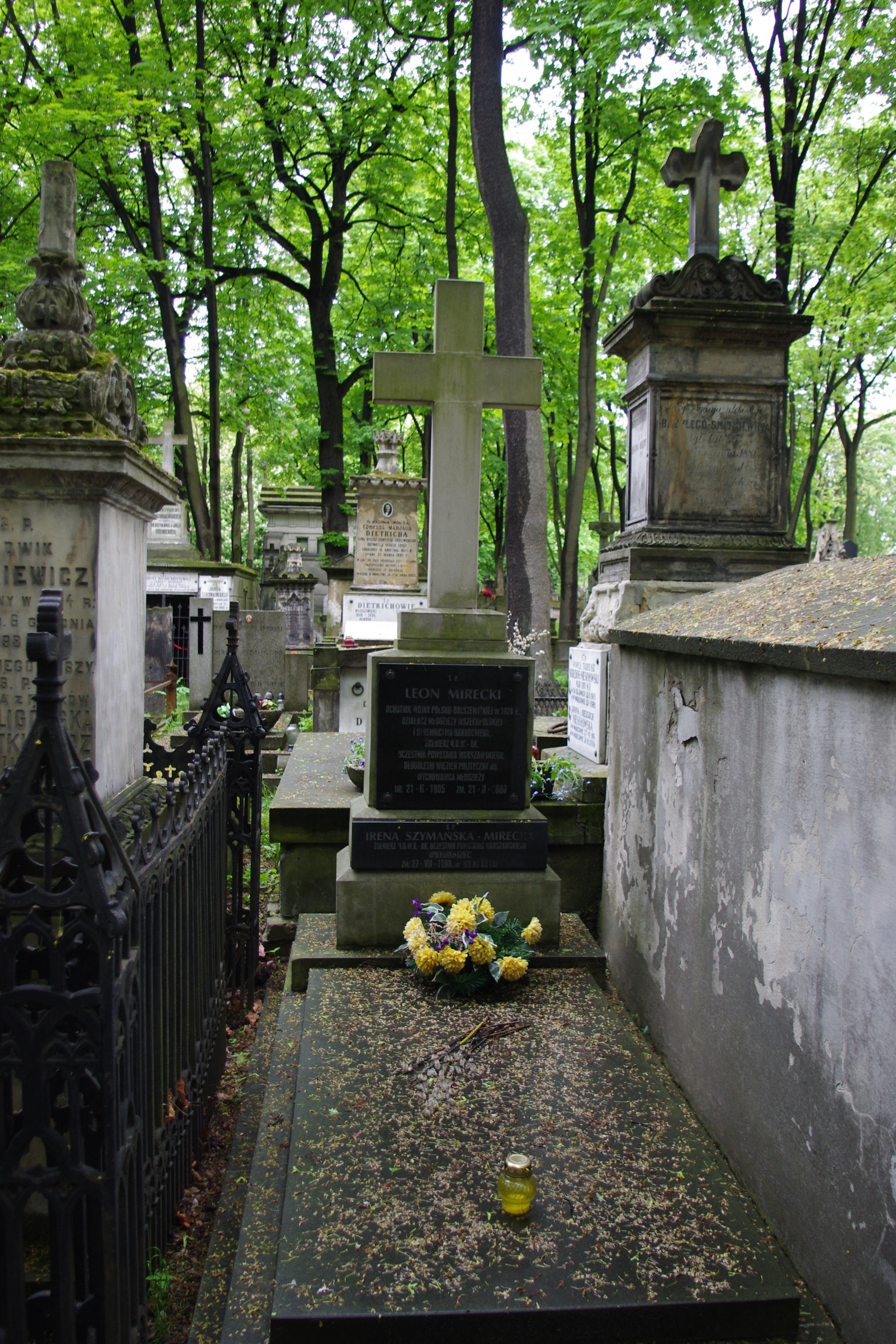
Grób adwokata Leona Mireckiego na Starych Powązkach w Warszawie

Leon Mirecki, ps. Leon, Szeliga (ur. 21 lutego 1905 w Krakowcu, zm. 21 lutego 2000 w Racławicach) – polski adwokat i działacz narodowy. Działacz Obozu Wielkiej Polski, podczas II wojny światowej członek NOW i AK, więzień polityczny w okresie II RP i PRL.

## Życiorys

### Młodość
Pochodził z rodziny inteligenckiej. Syn Dominika i Pauliny z domu Ścisłowskiej. Był jednym z ośmiorga rodzeństwa (bratem m.in. Adama, Bronisława, Kazimierza i Marii). Ukończył szkołę powszechną w Ulanowie i Państwowe Gimnazjum w Nisku (matura w 1925).
W 1920 wziął udział w wojnie polsko-bolszewickiej jako ochotnik w formacji Obywatelskiej Legii Ochotniczej. W szkole średniej należał do Narodowej Organizacji Gimnazjalnej. Żywo uczestniczył w życiu społecznym, będąc m.in. prezesem szkolnego kółka naukowego.
W 1933 ukończył studia prawnicze na Katolickim Uniwersytecie Lubelskim. Jako student działał w Młodzieży Wszechpolskiej w Stronnictwie Narodowym. Po ukończeniu studiów rozpoczął aplikację adwokacką w Ostrowi Mazowieckiej u mec. Władysława Bereźnickiego, tamtejszego prezesa SN. Równocześnie był sekretarzem Zygmunta Berezowskiego, posła SN z okręgu Ostrów i Wysokie Mazowieckie. Nie ominęły go represje rządu sanacyjnego. W 1934, na mocy dekretu o utworzeniu obozu w Berezie Kartuskiej, został aresztowany wraz z wieloma innymi działaczami narodowymi, a następnie tymczasowo osadzony w więzieniu w Łomży. Po selekcji niektórych przewieziono do Berezy Kartuskiej, a innych zwolniono, wśród nich Leona Mireckiego (po 6 tygodniach aresztu). Był następnie wiceprezesem Zarządu Powiatowego SN. Działał także w Zjednoczeniu Zawodowym „Praca Polska”.

### II wojna światowa
Po wybuchu II wojny światowej Leon Mirecki zaczął budować konspiracyjną organizację wojskową w oparciu o struktury SN. Był pierwszym komendantem powiatowym NOW, mając pod sobą 2 tys. zwerbowanych żołnierzy. W wyniku dekonspiracji musiał uciekać z Ostrowi do Warszawy. Tam dalej działał w SN i NOW. Został zastępcą kierownika Wydziału Organizacyjnego SN oraz inspektorem w Komendzie Głównej NOW, a po scaleniu NOW z AK, inspektorem Komendy Okręgu Białostockiego AK. Brał udział w powstaniu warszawskim. Wzięty do niewoli niemieckiej, przebywał w obozie w Pruszkowie, skąd zbiegł.
Po przetoczeniu się frontu, w styczniu 1945 nastąpiła nowa faza działalności konspiracyjnej. Wnet zaczęły się wielkie aresztowania i zatrzymano prawie cały Zarząd SN. Jako jeden z nielicznych uniknął aresztowania, a to on właśnie miał sieć kontaktów ze strukturami terenowymi SN. Doprowadził do odbudowania Zarządu Głównego SN, w którego skład wszedł m.in. z ks. Władysławem Matusem jako prezesem i Janem Matłachowskim jako wiceprezesem i delegatem SN do Rady Jedności Narodowej i Delegatury Rządu na Kraj.

### Po wojnie
Aresztowany w połowie 1945, przez funkcjonariuszy Ministerstwa Bezpieczeństwa Publicznego, był brutalnie przesłuchiwany, z biciem i kloacznym karcerem włącznie. Następnie przewieziono go do Warszawy i tam przesłuchiwano dużo ostrzej. Przesłuchaniami kierował płk UB Józef Światło, a uczestniczyli też Halicki i Adam Humer. Bił też Łabanowski. Śledztwo trwało ponad rok. 21 października 1946na zbiorowym procesie przed Wojskowym Sądem Rejonowym na mocy wyroku otrzymał karę pięciu lat pozbawienia wolności. Został zwolniony w marcu 1947 na mocy amnestii. Po wyjściu z więzienia nie mógł uzyskać wpisu na listę adwokacką, mimo posiadanych uprawnień. Osiadł u rodziców na wsi w Racławicach i pracował fizycznie. 23 listopada 1947 został ponownie aresztowany przez UB. Osadzono go w X Pawilonie więzienia mokotowskiego w Warszawie. Brutalne śledztwo trwało kilkanaście miesięcy. Przesłuchujący interesowali się szczególnie jego kontaktami z Adamem Doboszyńskim, którego oskarżali o kolaborację z Niemcami. 19 lipca 1949 warszawski Wojskowy Sąd Rejonowy skazał go na siedem lat pozbawienia wolności. Karę odsiedział w całości w więzieniach w Warszawie, Rawiczu i Strzelcach Opolskich.
Po wyjściu z więzienia w maju 1954, osiadł w Krakowie i nadal pracował fizycznie. Ożenił się, według różnych źródeł, z Ireną Szymanowską lub Szymańską (zmarłą w 1998), lekarką dentystką, kurierką AK. Ukończył kurs przewodników po Krakowie, ale gdy wyszła na jaw jego więzienna przeszłość, został skreślony z listy uprawnionych do oprowadzania wycieczek. Był jeszcze kilkakrotnie aresztowany. Łącznie w więzieniach PRL przesiedział dziesięć lat. Ostatecznie został uniewinniony 29 maja 1961 przez Sąd Wojewódzki dla miasta stołecznego Warszawy głosami ławników przy sprzeciwie przewodniczącego składu. Podjął pracę jako radca prawny.
W 1989 był jednym z inicjatorów powołania odrodzonego Stronnictwa Narodowego.
Przez lata był wychowawcą młodzieży narodowej. Współpracował ze wszystkimi ośrodkami reaktywującego się ruchu narodowego. Był uważany za bardzo religijnego katolika i był członkiem Trzeciego Zakonu Św. Franciszka, działał też w Towarzystwie Przyjaciół Dzieci. Swoich własnych nie miał, wraz żoną przyjął na wychowanie dwóch chłopców z domu dziecka, 10- i 15-letniego.
Pochowany na cmentarzu Powązkowskim w Warszawie (kwatera 15-1-27).

## Odznaczenia
- Krzyż Walecznych
- Srebrny Krzyż Zasługi z Mieczami
- Krzyż Armii Krajowej
- Medal Pamiątkowy za Wojnę 1918–1921